# 三帶中脊沫蟬
三帶中脊沫蟬（学名：Mesoptyelus karenkonis）为尖胸沫蟬科中脊沫蟬屬下的一个种。